# Vanadio-Oxy-Chrom-Dravit
Das Mineral Vanadio-Oxy-Chrom-Dravit ist ein sehr seltenes Ringsilikat aus der Turmalingruppe mit der idealisierten chemischen Zusammensetzung NaV3+3(Cr3+4Mg2)(Si6O18)(BO3)3(OH)3O.
Anhand äußerer Kennzeichen ist Vanadio-Oxy-Chrom-Dravit nicht von anderen Chrom- oder Vanadium-haltigen Turmalinen zu unterscheiden. Er kristallisiert mit trigonaler Symmetrie und bildet grüne, prismatische Kristalle von unter einem Millimeter Größe. Im Dünnschliff erscheinen sie dunkelgrün bis blass grün. Wie alle Minerale der Turmalingruppe ist Vanadio-Oxy-Chrom-Dravit pyroelektrisch und piezoelektrisch.
Die Typlokalität sind metamorphe Quarzite im Pereval Marmor-Steinbruch in der Umgebung von Slyudyanka am Südende des Baikalsees in der Oblast Irkutsk, Russland.

## Etymologie und Geschichte
Den ersten Chromturmalin beschrieben Alfonso Cossa und Andreas Arzruni bereits 1883. Die Proben aus dem Ural wurden 1977 erneut untersucht, wobei die hohen Chromgehalte nicht bestätigt werden konnten und der Turmalin als chromhaltiger Dravit charakterisiert wurde.
Vanadiumhaltige Dravite kennt man seit Mitte des 20. Jahrhunderts aus graphitführenden, quarzreichen metamorphen Gesteinen z. B. aus Usbekistan oder Tansania. 
Ende der 1980er Jahre beschrieben russische Mineralogen sehr chrom- und vanadiumreiche Minerale aus granulithfaziellen Metakarbonatgesteinen und Quarziten des Sludyanka Kristallinkomplexes am Südende des Baikalsees und im Jahr 2002 publizieren sie eine erste Beschreibung des Vanadium-Analogs von Dravit aus dieser Region unter dem Namen Vanadiumdravit. Am gleichen Fundort entdeckten sie rund 10 Jahre später das Vanadium-Chrom-Äquivalent des Oxy-Dravit. Sie benannten den neuen Turmalin nach seiner Zusammensetzung Vanadio-Oxy-Chrom-Dravit.

## Klassifikation
In der strukturellen Klassifikation der International Mineralogical Association (IMA) gehört Vanadio-Oxy-Chrom-Dravit zusammen mit Bosiit, Chromo-Alumino-Povondrait, Maruyamait, Oxy-Chrom-Dravit, Oxy-Dravit, Oxy-Schörl, Oxy-Vanadium-Dravit, Povondrait, Princivalleit und Vanadio-Oxy-Dravit zur Alkali-Untergruppe 3 in der Turmalinobergruppe.
Da Vanadio-Oxy-Chrom-Dravit erst 2012 als eigenständige Mineralart anerkannt wurde, ist er weder in der veralteten 8. Auflage noch in der von der International Mineralogical Association (IMA) zuletzt 2009 aktualisierten 9. Auflage der Strunz’schen Mineralsystematik verzeichnet. Auch die vorwiegend im englischen Sprachraum gebräuchliche Systematik der Minerale nach Dana kennt den Vanadio-Oxy-Chrom-Dravit noch nicht.
Das zuletzt 2018 überarbeitete und aktualisierte Lapis-Mineralienverzeichnis nach Stefan Weiß, das sich im Aufbau noch nach dieser alten Form der Systematik von Karl Hugo Strunz in der 8. Auflage richtet, führt das Mineral unter dem Namen Vanadio-Oxy-Chromdravit mit der System- und Mineral-Nr. VIII/E.19-032 auf. In der Lapis-Systematik entspricht dies der Klasse der „Silikate“ und dort der Abteilung „Ringsilikate“, wo Vanadio-Oxy-Chrom-Dravit zusammen mit Adachiit, Bosiit, Chrom-Dravit, Chromo-Alumino-Povondrait, Darrellhenryit, Dravit, Elbait, Feruvit, Fluor-Buergerit, Fluor-Dravit, Fluor-Elbait, Fluor-Liddicoatit, Fluor-Schörl, Fluor-Tsilaisit, Fluor-Uvit, Foitit, Lucchesiit, Luinait-(OH) (diskreditiert), Magnesio-Foitit, Maruyamait, Olenit, Oxy-Chrom-Dravit, Oxy-Dravit, Oxy-Foitit, Oxy-Schörl, Oxy-Vanadium-Dravit, Povondrait, Rossmanit, Schörl, Tsilaisit, Uvit und Vanadio-Oxy-Dravit die „Turmalin-Gruppe“ mit der Systemnummer VIII/E.19 bildet.
Die von der Mineraldatenbank „Mindat.org“ weitergeführte Strunz-Klassifikation der 9. Auflage ordnet den Vanadio-Oxy-Chrom-Dravit ebenfalls in die Abteilung der „Ringsilikate“ (Cyclosilicate), genauer in die Unterabteilung „[Si6O18]12−-Sechser-Einfachringe mit inselartigen, komplexen Anionen“ (englisch [Si6O18]12− 6-membered single rings, with insular complex anions), wo er zusammen mit Chrom-Dravit, Chromo-Alumino-Povondrait, Dravit, Elbait, Feruvit, Fluor-Buergerit, Fluor-Dravit, Fluor-Elbait, Fluor-Liddicoatit, Fluor-Rossmanit, Fluor-Tsilaisit, Fluor-Uvit, Foitit, Liddicoatit, Lucchesiit, Luinait-(OH), Magnesio-Foitit, Magnesio-Lucchesiit, Maruyamait, Olenit, Oxy-Chrom-Dravit, Oxy-Dravit, Oxy-Foitit, Oxy-Rossmanit, Oxy-Schörl, Oxy-Uvit, Oxy-Vanadium-Dravit, Povondrait, Rossmanit, Schörl, Tsilaisit, Vanadio-Oxy-Dravit, Uvit eine unbenannte Gruppe mit der Systemnummer 9.CK.05 bildet (vergleiche dazu Unterabteilung „[Si6O18]12−-Sechser-Einfachringe mit inselartigen, komplexen Anionen“ in der Klassifikation nach Strunz (9. Auflage)).

## Chemismus
Vanadio-Oxy-Chrom-Dravit ist das Vanadium-Chrom-Analog von Oxy-Dravit und hat die idealisierte Zusammensetzung [X]Na[Y]V3+3[Z](Cr3+4Mg2)([T]Si6O18)(BO3)3[V](OH)3[W]O, wobei [X], [Y], [Z], [T], [V] und [W] die Positionen in der Turmalinstruktur sind.
Für den Vanadio-Oxy-Chrom-Dravit aus der Typlokalität wurde folgende Zusammensetzung bestimmt:
- [X](Na0,89K0,06◻0,05)[Y](V3+2,77Mg0,17Fe3+0,06)[Z](Cr3+1,85Al1,59V3+0,78Mg1,78)[[T](Si5,95Al0,05)O18](BO3)3[V][(OH)2,91O0,09][W][O0,86F0,14][4]

Zwischen den Vanadium-, Chrom-, Aluminium-Oxy-Turmalinen besteht vollkommene Mischbarkeit entsprechend der Austauschreaktionen:
- [Y]V3+ = [Y]Cr3+ (Oxy-Chrom-Dravit)
- [Z]Cr3+ = [Z]V3+ (Oxy-Vanadium-Dravit)
- [Z]Cr3+ = [Z]Al3+ (Vanadio-Oxy-Dravit)
- [Y]V3+ + [Z]Cr3+ = [Y]Cr3+ + [Z]Al3+ (Chromo-Alumino-Povondrait)

Die Eisengehalte aller Vanadium-Chrom-Oxy-Turmaline sind vernachlässigbar gering.

## Kristallstruktur
Vanadio-Oxy-Chrom-Dravit kristallisiert mit trigonaler Symmetrie in der Raumgruppe R3m (Raumgruppen-Nr. 160) mit 3 Formeleinheiten pro Elementarzelle. Die Gitterparameter des natürlichen Mischkristalls aus der Typlokalität sind: a = 16,1260(2) Å, c = 7,3759(1) Å.
Die Kristallstruktur ist die von Turmalin. Natrium (Na+) besetzt die von 9 Sauerstoffen umgebene X-Position, die oktaedrisch koordinierte [Y]-Position ist überwiegend mit Vanadium (V3+) besetzt und die kleinere, ebenfalls oktaedrisch koordinierte [Z]-Position ist gemischt besetzt mit vier Cr3+ und zwei Magnesium (Mg2+). Die tetraedrisch koordinierte [T]-Position enthält Silizium (Si4+). Die [V]-Anionenposition ist vorwiegend mit (OH)− besetzt und die [W]-Anionenposition vorwiegend mit Sauerstoff (O2−).

## Bildung und Fundorte

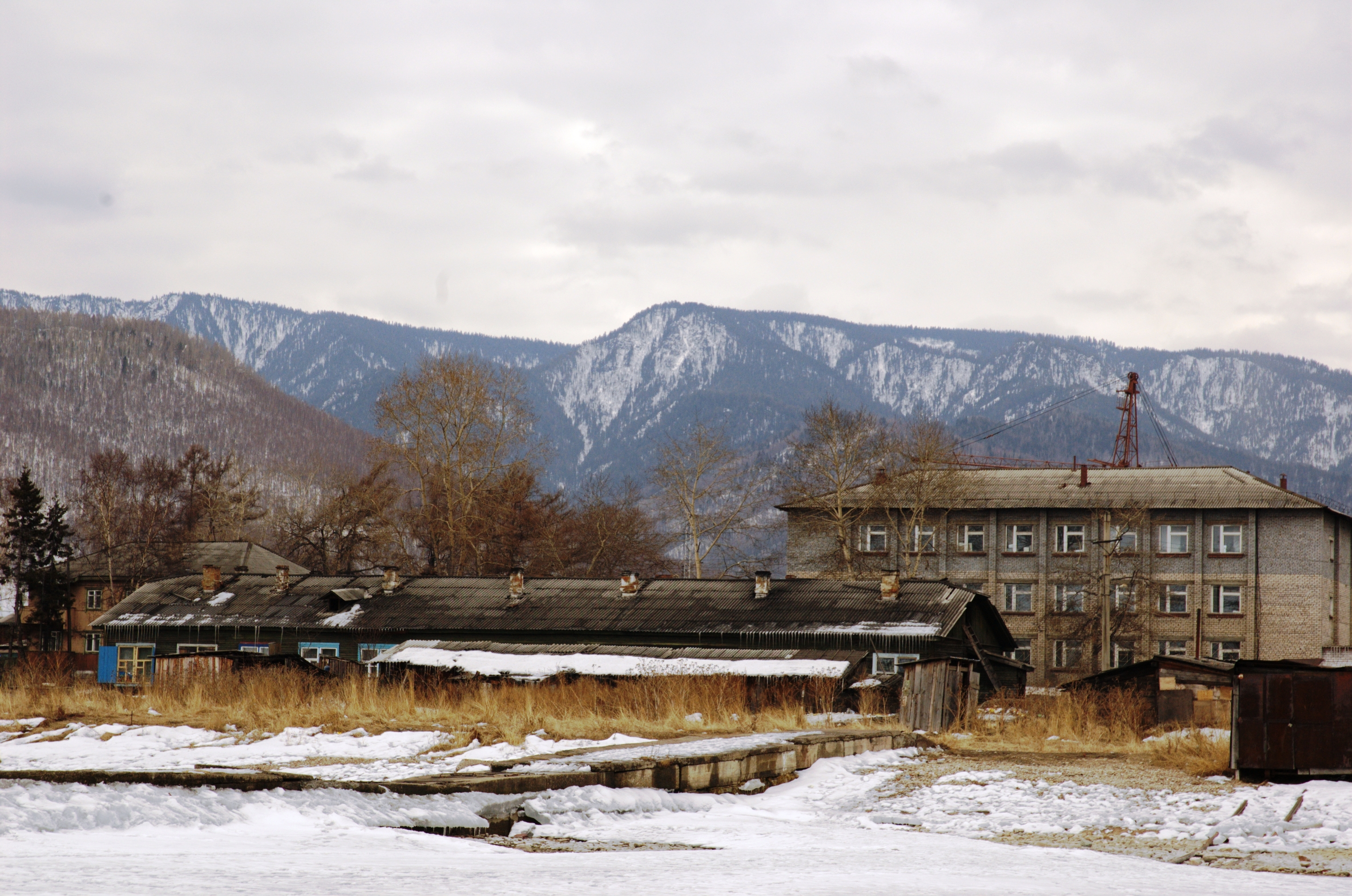
Sljudjanka im Jahr 2008, vom Baikalsee aus gesehen

Die granulitfaziellen Metasedimente in der Umgebung von Slyudyanka am Südende des Baikalsees in der Oblast Irkutsk, Russland, besonders die graphithaltigen Quarzite des Pereval  Marmor-Steinbruchs, sind die Typlokalität von zahlreichen Vanadium- und Chrom-Mineralen, darunter die Turmaline Oxy-Chrom-Dravit, Chromo-Alumino-Povondrait, Vanadio-Oxy-Dravit, Oxy-Vanadium-Dravit und Vanadio-Oxy-Chrom-Dravit. Letzterer wurde hier in 2 leicht unterschiedlichen Mineralvergesellschaftungen beschrieben. Zum einen tritt er mit Quarz, Cr-V-haltigen Tremolit, Glimmern der Reihe Muskowit-Celadonit-Chromphyllit-Roscoelith, Pyroxenen der Reihe Diopsid-Kosmochlor-Natalyit, Cr-haltigen Goldmanit, Eskolait-Karelianit-Mischkristallen, Turmalinen der Reihe Dravit-Oxy-Vanadium-Dravit, V-haltigen Titanit und Rutil, Ilmenit, Oxyvanit-Berdesinskiit-Mischkristallen, Shreyerit, Plagioklas, Skapolith, Zirkon und Pyrit auf. Ein Chrom-reicherer Kristall näher an der idealen Zusammensetzung von Vanadio-Oxy-Chrom-Dravit hat als Begleitminerale Quarz, Calcit, Cr- und V-haltigen Diopsid und Tremolit, Vanadium-haltigen Magnesiochromit, Goldmanit-Uwarowit-Mischkristalle, Escolait-Karelianit-Mischkristalle und weitere V-Cr-Turmaline variabler Zusammensetzung.